# 新华镇 (六盘水市)
新华镇，是中华人民共和国贵州省六盤水市六枝特区下辖的一个乡镇级行政单位。
2015年3月27日，贵州省人民政府批复同意六枝特区乡镇行政区划调整，新设置的新华镇辖原新华乡，镇人民政府驻新华居委会。

## 行政区划
新华镇下辖以下地区：
新华社区、成功村、兴隆村、新平村、双屯村、新田村、田坝村、王家冲村、新寨村和鼠场村。